# Adolphe Monticelli

Adolphe Monticelli: I parken, 1875. Thielska Galleriet

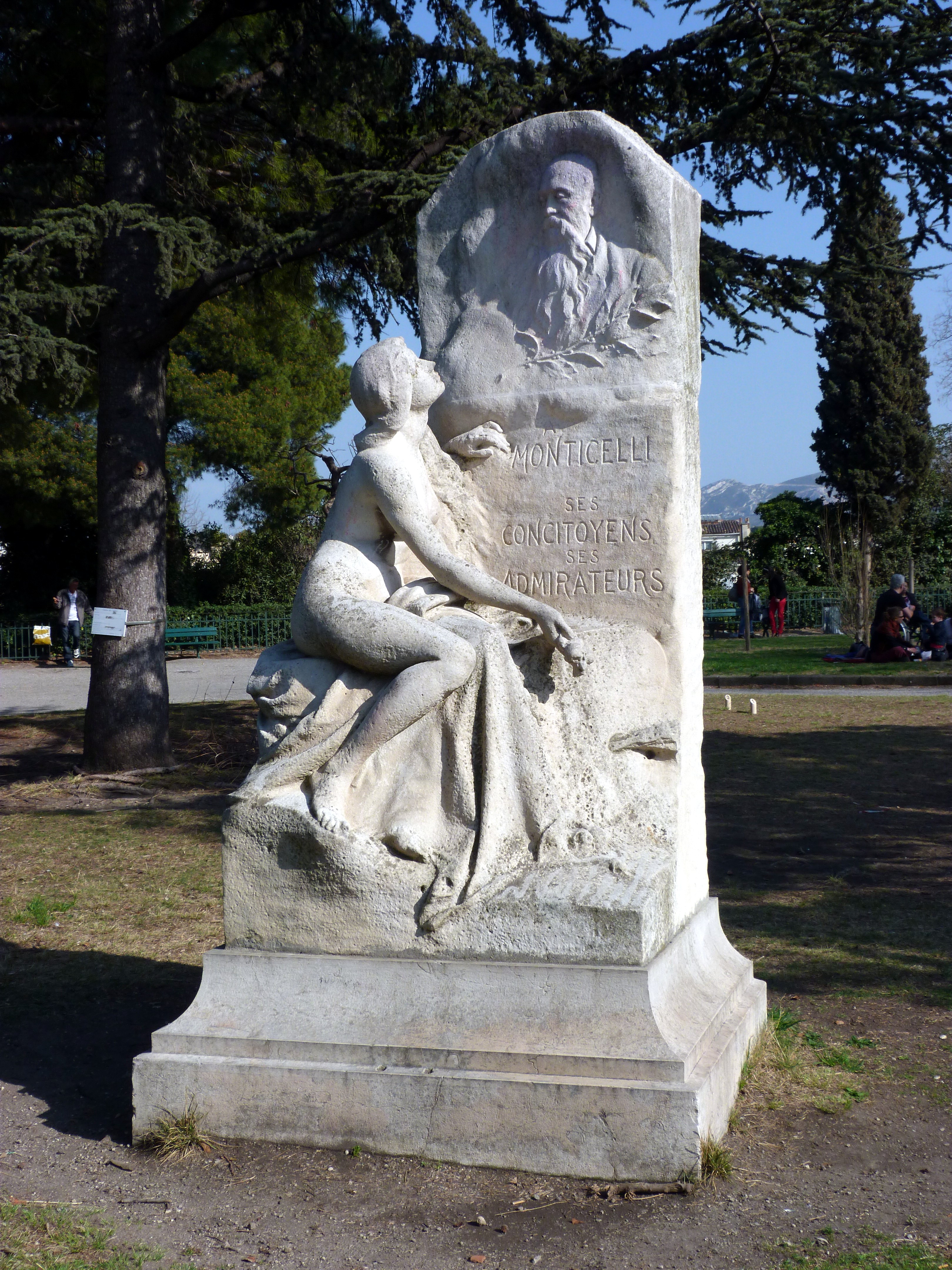
Adolphe Thomas Monticelli, byst av Auguste Carli.

Adolphe Joseph Thomas Monticelli, född 14 oktober 1824 i Marseille, död där 29 juni 1886, var en fransk målare.
Monticelli studerade i Paris 1847–1849 och var bosatt där 1856–1870, varefter han bodde i födelsestaden Marseille. Där skapade han i relativ isolering en måleriskt upplöst och dekorativt väl beräknad färgkonst, influerad av bland andra Rembrandt, Tizian och Delacroix samt av hans vän Narcisse-Virgile Diaz de la Peña. Monticellis arbeten har i sin tur genom sin intensitet och originalitet blivit av stor betydelse för bland andra Van Gogh. Monticelli är representerad på Nationalmuseum i Stockholm med fyra målningar och på Thielska Galleriet i Stockholm med en målning.